# Ralph Schicha
Ralph Schicha (Moers, 2 ottobre 1950) è un attore tedesco.

## Biografia
Dopo il conseguimento del dottorato in psicologia, studia recitazione a Monaco di Baviera; successivamente si trasferisce negli Stati Uniti d'America e frequenta l'Università di Stanford. Partecipa a numerose produzioni italiane, recitando, fra gli altri, con Massimo Ranieri, Massimo Ghini, Lia Tanzi, Nancy Brilli, Fiorenza Marchegiani, Vanessa Gravina, Remo Girone, Eleonora Giorgi, Marco Vivio e Marisa Berenson. Tra i suoi ruoli più noti, figurano il dottor Philipp Martin nella serie televisiva Il nostro amico Charly, dal 1995 al 1999, e Tobias Becker nella soap opera La strada per la felicità, dal 2005 al 2009, entrambe trasmesse sulla rete tedesca ZDF.

## Filmografia

### Cinema
- Loft, regia di Eckhart Schmidt (1985)
- Moviestar, regia di Markus Imboden (1986)
- Paura e amore, regia di Margarethe von Trotta (1988)
- Freispiel, regia di Friedemann Fromm (1991)
- Affären, regia di Jacques Breuer (1994)
- Vendetta, regia di Mikael Håfström (1995)
- Dizzy, lieber Dizzy, regia di Steffi Kammermeier (1997)
- Alle meine Mütter, regia di Meret Burger (2003)
- Triangle of Sadness, regia di Ruben Östlund (2022)

### Televisione
- Unter Verschluß, regia di Wilma Kottusch (1980)
- Lapo erzählt... – serie TV (1981)
- Dubbelpion – serie TV (1982)
- Diario del Terzo Reich (Inside the Third Reich), regia di Marvin J. Chomsky (1982)
- Hostage, regia di Frank Shields (1983)
- Praying Mantis, regia di Jack Gold (1983)
- Un métier du seigneur, regia di Édouard Molinaro (1986)
- Zwischen Himmel und Erde, regia di Thomas Engel (1987)
- Lo scialo, regia di Franco Rossi (1987)
- Due fratelli, regia di Alberto Lattuada (1988)
- La grande fuga 2 (The Great Escape II: The Untold Story), regia di Jud Taylor e Paul Wendkos (1988)
- Der lange Sommer, regia di Jochen Richter (1989)
- Rausch der Verwandlung, regia di Édouard Molinaro (1989)
- Mano rubata, regia di Alberto Lattuada (1989)
- Soko 5113 – serie TV, episodio 9x10 (1990)
- La montagna dei diamanti (Mountain of Diamonds), regia di Jeannot Szwarc (1991)
- Felipe ha gli occhi azzurri, regia di Gianfranco Albano e Felice Farina (1991)
- À la vie, à l'amour, regia di Étienne Périer (1991)
- Tatort – serie TV, episodi 1x130-1x265 (1981-1992)
- Löwengrube – serie TV, episodio 3x04 (1992)
- Tschau Tscharlie, regia di Julian Pölsler (1993)
- Sylter Geschichten – serie TV (1993)
- Le violeur impuni, regia di Janusz Zaorski (1993)
- Happy Holiday – serie TV, episodio 1x07 (1993)
- Le ciel pour témoin, regia di Denis Amar (1993)
- Wildbach – serie TV, episodi 1x12-1x13 (1993)
- Prigioniera di una vendetta, regia di Vittorio Sindoni (1993)
- Immer im Einsatz - Die Notärztin – serie TV, episodi 1x01-1x04 (1994)
- Rosamunde Pilcher – serie TV, episodio 1x10 (1996)
- Ciao dottore! (Hallo, Onkel Doc!) – serie TV, episodio 3x06 (1996)
- Zwei Brüder – serie TV, episodio 1x06 (1996)
- L'ultimo velo della verità (Vergewaltigt - Die Wahrheit und andere Lügen), regia di Martin Enlen (1997)
- Lebenslang ist nicht genug, regia di Sigi Rothemund (1997)
- Il nostro amico Charly (Unser Charly) – serie TV, 38 episodi (1995-1999)
- Kanadische Träume - Eine Familie wandert aus, regia di Karola Meeder (1999)
- La nostra amica Robbie (Hallo Robbie!) – serie TV, episodio 1x05 (2002)
- Schlosshotel Orth – serie TV, episodio 6x08 (2002)
- Die Kristallprinzessin, regia di Rolf von Sydow (2002)
- Nesthocker - Familie zu verschenken – serie TV, 19 episodi (2000-2002)
- Alphateam - Die Lebensretter im OP – serie TV, episodio 8x15 (2003)
- Un caso per due (Ein Fall für zwei) – serie TV, episodi 20x03-24x05 (2000-2004)
- Rufer, der Wolf, regia di Peter Patzak (2005)
- Schulmädchen – serie TV, episodio 2x04 (2005)
- Il commissario Kress (Der Alte) – serie TV, episodio 30x03 (2006)
- Siska – serie TV, episodio 11x02 (2008)
- La strada per la felicità (Wege zum Glück) – serial TV, 739 puntate (2005-2009)
- Squadra Speciale Vienna (SOKO Donau) – serie TV, episodio 5x02 (2009)
- Un ciclone in convento (Um Himmels Willen) – serie TV, episodio 9x03 (2010)
- Die Bergwacht – serie TV, episodio 2x08 (2010)
- Charly's Comeback, regia di Sören Senn (2010)
- Herzflimmern - Die Klinik am See – serial TV, 127 puntate (2011)